# Kazuki Nagasawa
Kazuki Nagasawa (長澤 和輝 Nagasawa Kazuki?), född 16 december 1991, är en japansk fotbollsspelare som spelar för Nagoya Grampus.

## Klubbkarriär
I december 2020 värvades Nagasawa av Nagoya Grampus.

## Landslagskarriär
Nagasawa har spelat en landskamp för det japanska landslaget.